# Marian Târșă
Marian Târșă (sinh ngày 16 tháng 4 năm 1998) là một cầu thủ bóng đá người România thi đấu cho Academica Clinceni, theo dạng cho mượn từ Botoșani ở vị trí tiền vệ.